# Пеницилл седоватый
Пеници́лл (пеници́ллий) седова́тый (лат. Penicíllium canéscens) — вид несовершенных грибов (телеоморфная стадия неизвестна), относящийся к роду Пеницилл (Penicillium).

## Описание
Колонии на агаре Чапека на 14-е сутки достигают диаметра 3,5—5 см, войлочные, слабо спороносящие до довольно обильно спороносящих в светло-серых или серо-зелёных тонах, с белым или желтоватым краем. Капельки янтарно-коричневого экссудата погружены в мицелий. Реверс желтоватый, оранжевый, жёлто-коричневый, оранжево-красный, коричневатый. Растворимый пигмент не выделяется либо же желтоватый или светло-коричневый. На CYA колонии бархатистые до войлочных, обильно или слабо спороносящие в серо-зелёных тонах, с бесцветным или жёлтым экссудатом. Реверс коричнево-оранжевый или коричневатый. На агаре с солодовым экстрактом (MEA) колонии ограниченно-растущие, с неправильно-зубчатым краем, обильно спороносящие по всей поверхности в серых тонах, с тёмно-красновато-коричневым реверсом и красно-коричневым выделяемым в среду пигментом.
Конидиеносцы в типичных вариантах двухъярусные, но часто неправильно ветвящиеся, до 500 мкм длиной, грубо-зернистые до шероховатых. Метулы в мутовках по 2—5, 9—19 мкм длиной, несколько вздутые на верхушке. Фиалиды в мутовках по 3—8, фляговидные, 6,3—8,6 × 1,8—2,3 мкм. Конидии шаровидные или почти шаровидные, гладкие или слабо шероховатые, 1,9—2,8 мкм в диаметре.

### Отличия от близких видов
Penicillium janczewskii отличается шиповатыми конидиями и гладкостенными ножками конидиеносцев. Penicillium raciborskii отличается цилиндрическими фиалидами.

## Экология
Широко распространённый, преимущественно почвенный гриб.

## Таксономия
Penicillium canescens Sopp, Skr. Vidensk.-Selsk. Christiania, Math.-Naturvidensk. Kl. 11: 181 (1912).